# Canton (Illinois)
Canton is een plaats (city) in de Amerikaanse staat Illinois, en valt bestuurlijk gezien onder Fulton County.

## Demografie
Bij de volkstelling in 2000 werd het aantal inwoners vastgesteld op 15.288.
In 2006 is het aantal inwoners door het United States Census Bureau geschat op 14.797, een daling van 491 (-3,2%).

## Geografie
Volgens het United States Census Bureau beslaat de plaats een oppervlakte van
20,7 km², waarvan 20,3 km² land en 0,4 km² water. Canton ligt op ongeveer 199 m boven zeeniveau.

## Plaatsen in de nabije omgeving
De onderstaande figuur toont nabijgelegen plaatsen in een straal van 16 km rond Canton.

## Geboren
- Steven Nagel (1946-2014), astronaut